# Gulács (település)

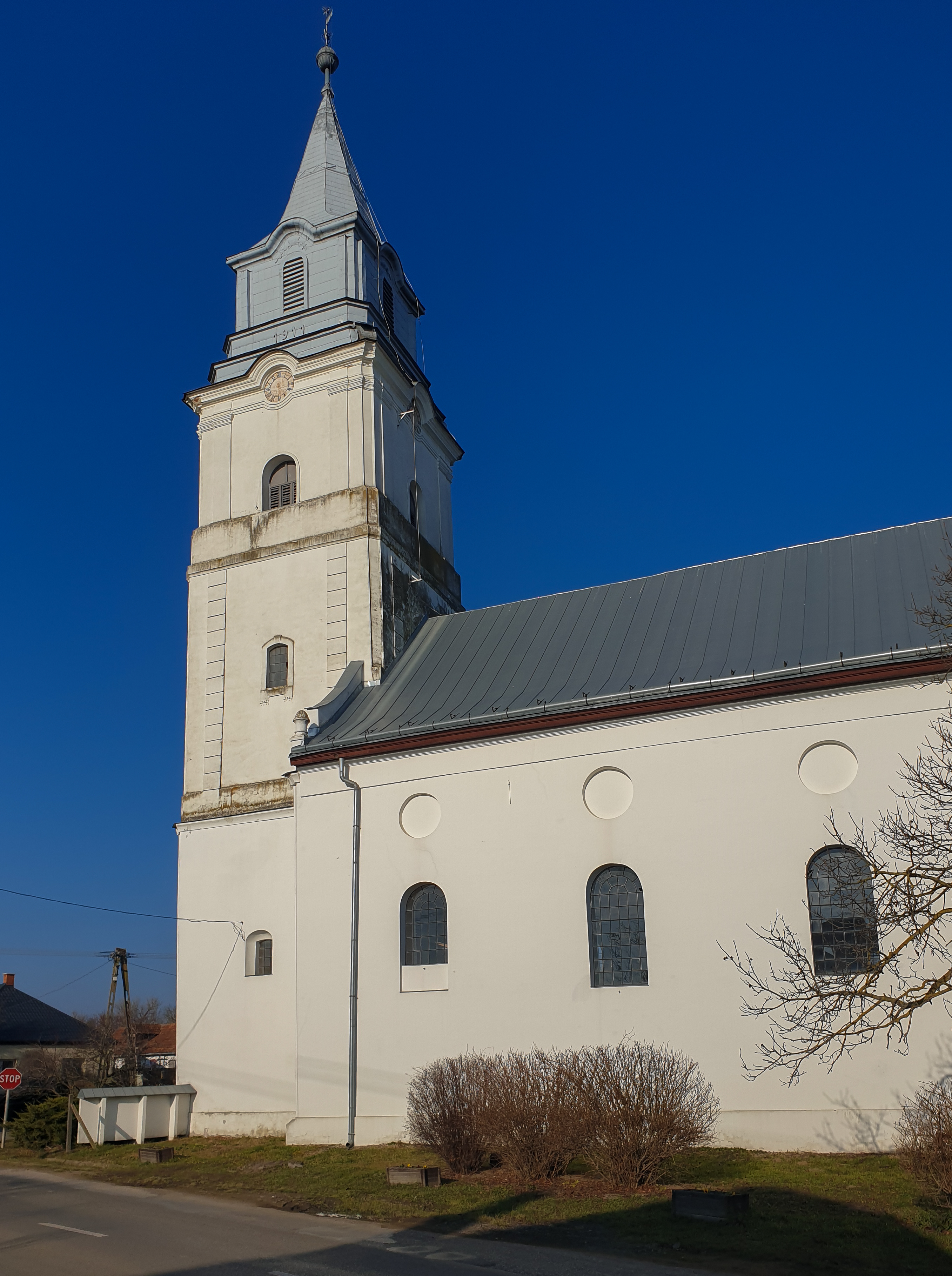
A gulácsi református templom

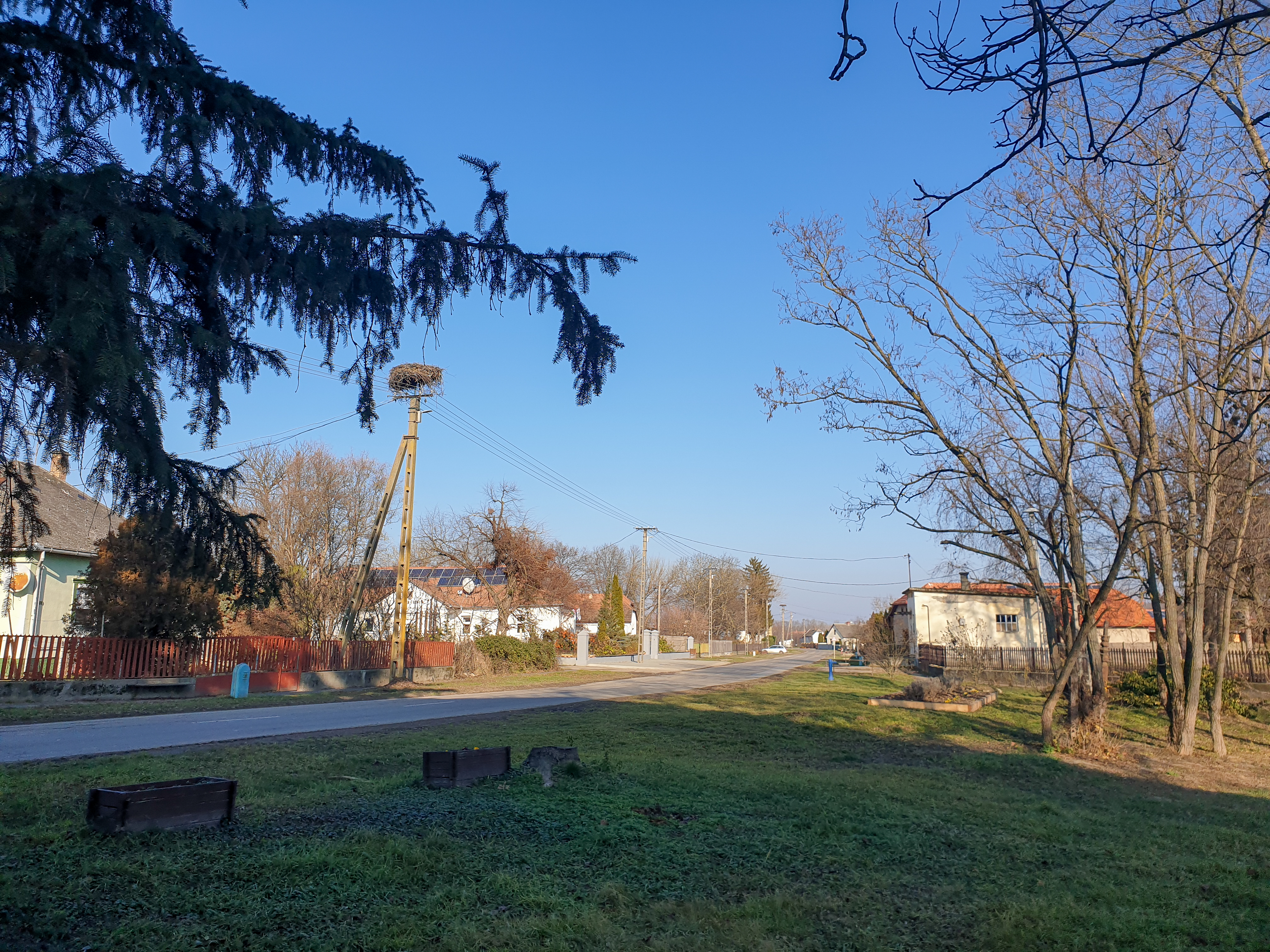
Gulácsi utcakép

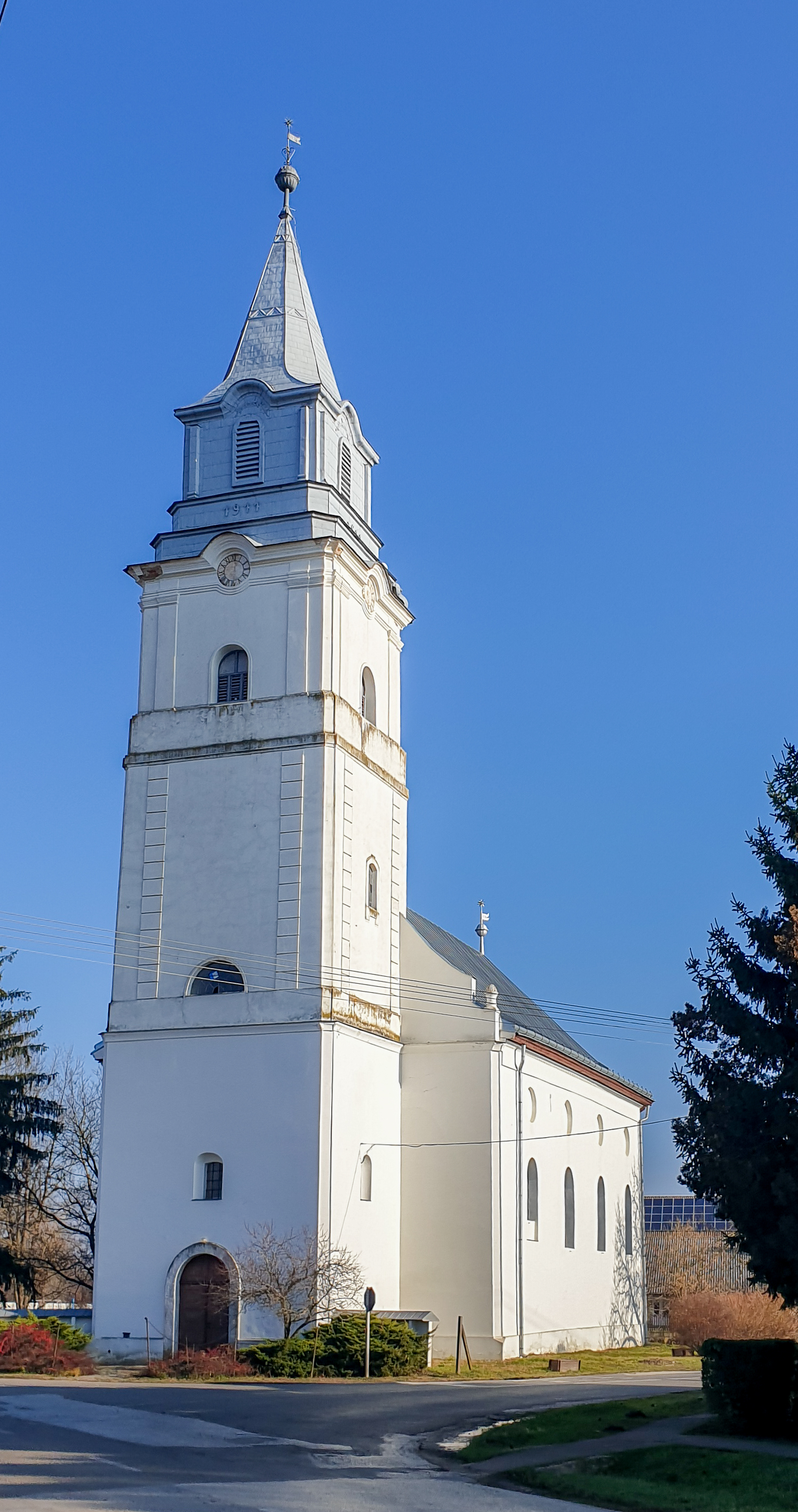
A gulácsi református templom

Gulács község Szabolcs-Szatmár-Bereg vármegyében, a Vásárosnaményi járásban.

## Fekvése
A vármegye északkeleti széle közelében fekszik, a Tisza jobb partján, a beregi térségben. Területe 2330 hektár, ebből a belterület 148 hektár, a külterületen található szántók, rétek, legelők, erdők és gyümölcsösök együttes területe pedig összesen 1690 hektár; a fennmaradó részek művelésből kivett területek (például árkok, utak, vízállások, mocsarak). A település határában húzódik a Tiszának két holtága is.
A közvetlen szomszédos települések: észak felől Hetefejércse, északkelet felől Tarpa, délkelet felől Tivadar, dél felől Kisar, délnyugat felől Panyola, északnyugat felől pedig Jánd. Nyugat felől a legközelebbi település Olcsvaapáti, ám közigazgatási területeik, kevés híján ugyan, de nem érintkeznek.
A két legközelebbi, nagyobb város Vásárosnamény és Fehérgyarmat, mindkettőtől közel egyforma távolságra helyezkedik el.

### Megközelítése
Közúton három irányból közelíthető meg: Vásárosnamény (Gergelyiugornya) és Tarpa felől a 4113-as, Tivadar felől pedig a 4126-os úton.

## Története
A település helye már az őskorban is lakott volt, erről tanúskodnak az 1886-ban a község területén talált cserepek, benne arany karika ékszerekkel. A község neve először 1327-ben Károly Róbert király uralkodása idején a gróf Zichy család levelezésében bukkan fel.
A település története a Gulácsy családhoz kötődik, akik az első írott forrástól a második világháború befejezéséig meghatározó szerepet töltöttek be a község életében. 1654-ben több ízben is tartottak itt vármegyei gyűléseket a Gulácsy család kúriájában.
A Rákóczi-szabadságharc idején, több mint száz gulácsi kuruc harcolt a tarpai Esze Tamás seregében.
A II. világháborút követően Szabolcs-Szatmár megyei közigazgatás alá került az addig Bereg vármegyéhez tartozó település, majd 1988-ban kiegészült ismét a Bereg feltüntetésével.
A község határában folyó Tisza sokszor öntötte el Gulácsot. Nagy pusztítást okozott 1948-ban és 2001-ben. A település történetét Patak Gábor írta meg 2007-ben. A kötet Gulács története, Egy beregi falu rövid monográfiája címmel jelent meg.

## Közélete

### Polgármesterei
- 1990–1994: Siket Sándor (független)[4]
- 1994–1998: Siket Sándor (független)[5]
- 1998–2002: Siket Sándor (független)[6]
- 2002–2006: Siket Sándor (független)[7]
- 2006–2010: Vass Albert János (független)[8]
- 2010–2014: Vass Albert János (független)[9]
- 2014–2014: Ujvári Sándor (független)[10]
- 2015–2019: Ujvári Judit (független)[11]
- 2019–2024: Ujvári Judit (független)[12]
- 2024– : Balla Zsolt (Fidesz-KDNP)[1]

A településen a 2014. október 12-én megválasztott polgármester, Ujvári Sándor alig 72 órát volt hivatalban, október 16-án hajnalban elhunyt. A haláleset miatt szükségessé vált időközi polgármester-választást 2015. február 8-án tartották meg, két jelölt, a 2014 előtti településvezető és az ősszel elhunyt polgármester felesége részvételével; a győzelmet végül utóbbi szerezte meg.

## Népesség
Gulács népessége 2011-ben még 782 fő volt, amely 2016 elejére 973 főre emelkedett. Ennek okai közt főleg az ukrán-magyar határ túloldaláról átköltöző népesség.
A település népességének változása:
| Lakosok száma | 870  | 838  | 899  | 986  | 925  | 949  | 936  |
|               | 2013 | 2014 | 2015 | 2021 | 2022 | 2023 | 2024 |

2001-ben a település lakosságának 90%-a magyar, 10%-a cigány nemzetiségűnek vallotta magát.
A 2011-es népszámlálás során a lakosok 88,3%-a magyarnak, 13,9% cigánynak, 0,5% ukránnak mondta magát (11,7% nem nyilatkozott; a kettős identitások miatt a végösszeg nagyobb lehet 100%-nál). A vallási megoszlás a következő volt: római katolikus 5,9%, református 76,1%, görögkatolikus 0,9%, felekezeten kívüli 2,8% (13,7% nem válaszolt).
2022-ben a lakosság 92,4%-a vallotta magát magyarnak, 3,8% ukránnak, 2,9% cigánynak, 0,1-0,1% németnek, bolgárnak, ruszinnak, románnak és lengyelnek, 0,2% egyéb, nem hazai nemzetiségűnek (7,6% nem nyilatkozott; a kettős identitások miatt a végösszeg nagyobb lehet 100%-nál). Vallásuk szerint 3,5% volt római katolikus, 65% református, 4,6% görög katolikus, 1% ortodox, 0,2% egyéb keresztény, 0,1% evangélikus, 6,1% felekezeten kívüli (19,5% nem válaszolt).

## A község címere
A község címere 2002 tavaszán készült el, előkészületei néhány évvel korábban kezdődtek. A mai címer (levéltári adatok alapján) Gulács község 1790-ből származó pecsétje volt. A címer végleges formáját egy komlói művész alakította ki, a községi képviselőtestület jóváhagyása mellett. A címeren ugyanazok a motívumok találhatók, melyek a korabeli pecséten is szerepeltek, így a vízben úszó hal, az aranyágat tartó gólya és a tölgyfa.

## Nevezetességei
- 250 hektáros Kőris-erdő
- Boroszlókerti Holt-Tisza
- Gulácsy István alispán sírja
- Kalkuttai Szent Teréz templom
- Az ország harmadik legrégebbi harangja (1646)